# .pr
.pr為波多黎各國家及地區頂級域（ccTLD）的域名。該域名於1989 年 8 月 27 日啟用。波多黎各政府的門戶網站為.pr的二級域名.gov.pr以及pr.gov。.isla.pr相較於其他域名費用更便宜，但該二級域名仅限于波多黎各居民申請。

## 外部連結
- IANA .pr whois information（页面存档备份，存于）
- Puerto Rico Network Information Center